# طواف سويسرا 2004
طواف سويسرا 2004 (بالإنجليزية: 2004 Tour de Suisse)‏  هو سباق دراجات هوائية، وهو الموسم رقم 68 من السباق، وأقيم خلال الفترة 12 يونيو 2004، وحتى 20 يونيو 2004، وهو من نوع سباق المرحلة، وقد شارك في السباق 144 متسابقاً ووصل إلى نهايته 106 متسابقاً.
فاز فيه بالمركز الأول يان أولريش، وبالمركز الثاني Fabian Jeker ‏، وبالمركز الثالث داريو سيوني، والفائز في ترتيب التسلق  يان أولريش، والفائز حسب ترتيب النقاط Niki Aebersold ‏.

## الفائزون
| الترتيب    | الفائز          |
| ---------- | --------------- |
| الفائز     | يان أولريش      |
| الثاني     | Fabian Jeker ‏   |
| الثالث     | داريو سيوني     |
| حسب النقاط | يان أولريش      |
| تسلق الجبل | Niki Aebersold ‏ |